# Hexatoma umbripennis
Hexatoma umbripennis är en tvåvingeart som först beskrevs av Edwards 1921.  Hexatoma umbripennis ingår i släktet Hexatoma och familjen småharkrankar. Inga underarter finns listade i Catalogue of Life.